# 1337
|  | Vegeu Leet per a l'escriptura en caràcters ASCII "alternatius" |

L'any 1337 (MCCCXXXVII) va ser un any comú començat en dimecres del calendari julià.

## Esdeveniments
- Inici de la Guerra dels Cent Anys (Batalla de Cadzand al novembre).
- 24 de maig:Felip VI de França confisca Gasconya del control anglès.[1]

## Necrològiques
- Frederic II de Sicília (Palerm), rei de Sicília del Casal de Barcelona.[2]